# Siphonolejeunea nudipes
Siphonolejeunea nudipes là một loài Rêu trong họ Lejeuneaceae. Loài này được (Hook. f. & Taylor) R.M. Schust. mô tả khoa học đầu tiên năm 1963.